# Moviment Socialista Panhel·lènic
Moviment Socialista Panhel·lènic (grec Πανελλήνιο Σοσιαλιστικό Κίνημα, Panellínio Sosialistikó Kínima, ΠΑ.ΣΟ.Κ) és un partit polític grec d'ideologia socialdemòcrata, fundat el 1974 per Andreas Papandreu.
Després de governar el país durant la major part dels anys vuitanta i noranta, va perdre el poder a les eleccions legislatives gregues de 2004 i es va transformar en el principal partit d'oposició. Cinc anys després, el 4 d'octubre de 2009, va guanyar de nou les eleccions amb majoria absoluta.

## Història
El PASOK va ser fundat el setembre de 1974, després de la caiguda del règim militar grec i la restauració de la democràcia. El seu fundador va ser Andreas Papandreu, fill del dirigent liberal Georgios Papandreu. Els seus principis eren "independència nacional, sobirania popular, emancipació social i procés democràtic." 
A les eleccions legislatives gregues de 1974, el PASOK va obtenir el 13,5% dels vots i 15 escons, convertint-se en el tercer partit, després del conservador Nova Democràcia de Konstandinos Karamanlís i els liberals de George Mavros. a les eleccions de novembre de 1977, el PASOK va passar als liberals, va doblar el seu percentatge de vots i va arribar la xifra de 92 escons, convertint-se en l'oposició oficial.
L'octubre de 1981 el PASOK va guanyar les eleccions amb el 48% dels vots i 173 escons, amb els quals va formar el primer govern socialista de la història de Grècia. Encara que Papandreu havia fet campanya contra l'entrada de Grècia a l'OTAN i a la Comunitat Econòmica Europea (actual Unió Europea), aviat va canviar d'opinió i va començar a renegociar les condicions de l'entrada de Grècia en la CEE. El 1985 el govern del PASOK va reformar la Constitució de Grècia per a reduir els poders del President i donar major autoritat al Primer Ministre i al govern. Al juny del mateix any, el PASOK va tornar a guanyar les eleccions amb el 45% dels vots i 161 escons. El juny de 1989, el vot del PASOK va baixar al 40%, i es va produir un bloqueig institucional. Es van celebrar eleccions al novembre del mateix any, amb el mateix resultat.
Després d'una llarga crisi política, les eleccions d'abril de 1990 van retornar el poder a Nova Democràcia. A més, el PASOK va sofrir una crisi de lideratge: Papandreu va ser jutjat per la seva implicació en l'escàndol del Banc de Creta. No va ser condemnat, i a les eleccions d'octubre de 1993 va explotar el sentiment nacionalista generat pels problemes de Macedònia i Xipre per a recuperar el poder. El 1995, la salut de Papandreu va empitjorar i el PASOK va viure diverses lluites internes pel poder. El gener de 1996 Papandreu es va retirar, a causa de la seva malaltia i el va succeir Kostas Simitis, candidat del sector renovador i europeista del PASOK. Papandreu va morir al juny, i es va convertir en una figura de culte entre els partidaris del PASOK.
A les eleccions de setembre de 1996, Simitis va vèncer per dret propi, i el desembre Grècia va accedir a entrar en l'euro, enterrant el nacionalisme grec que havia estat una de les característiques del PASOK de Papandreu. El setembre de 1997 es va saber que Grècia organitzaria els Jocs Olímpics d'Estiu de 2004. Simitis va guanyar també les eleccions d'abril de 2000, amb el 42,7% dels vots i 158 escons: un assoliment important, per a un partit que estava el poder, gairebé ininterrompudament, des de 20 anys enrere.
El 7 de gener de 2004 Kostas Simitis va dimitir com a màxim dirigent del PASOK. El seu successor va ser Georgios Andreas Papandreu, fill d'Andreas Papandreu. El PASOK esperava que pogués donar la volta a les enquestes, que predeien la victòria de Nova Democràcia, sota la direcció de Kostas Karamanlís. Encara que Papandreu va reduir el desavantatge en un 3%, no va ser capaç de canviar la idea de molts votants que el PASOK duia massa temps en el poder i s'havia convertit en un partit burocràtic i corrupte. ND va guanyar còmodament en les eleccions del 7 de març de 2004, que van situar al PASOK en l'oposició després d'onze anys seguits de govern. A les eleccions de 2007 continuà a l'oposició.
El PASOK és membre del Partit Socialista Europeu i la Internacional Socialista. Té vuit diputats al Parlament Europeu.

## Evolució de logotip

1981 – 2012
2012 – 2017
2022 – Present

## Resultats electorals

### Eleccions legislatives
| Any       | Resultats        | Resultats        | Resultats | Resultats | Pos. | Govern      | Líder               |
| Any       | Vots             | %                | Escons    | +/−       | Pos. | Govern      | Líder               |
| --------- | ---------------- | ---------------- | --------- | --------- | ---- | ----------- | ------------------- |
| 1974      | 666,413          | 13.58%           | 12 / 300  | 12        | 3r   | Oposició    | Andreas Papandreou  |
| 1977      | 1,300,025        | 25.34%           | 93 / 300  | 81        | 2n   | Oposició    | Andreas Papandreou  |
| 1981      | 2,726,309        | 48.07%           | 172 / 300 | 79        | 1r   | Govern      | Andreas Papandreou  |
| 1985      | 2,916,735        | 45.82%           | 161 / 300 | 11        | 1r   | Govern      | Andreas Papandreou  |
| 1989 (I)  | 2,551,518        | 39.13%           | 125 / 300 | 36        | 2n   | Oposició    | Andreas Papandreou  |
| 1989 (II) | 2,724,334        | 40.67%           | 128 / 300 | 3         | 2n   | Govern      | Andreas Papandreou  |
| 1990      | 2,543,042        | 38.61%           | 123 / 300 | 5         | 2n   | Oposició    | Andreas Papandreou  |
| 1993      | 3,235,017        | 46.88%           | 170 / 300 | 47        | 1r   | Govern      | Andreas Papandreou  |
| 1996      | 2,814,779        | 41.49%           | 162 / 300 | 8         | 1r   | Govern      | Costas Simitis      |
| 2000      | 3,007,596        | 43.79%           | 158 / 300 | 3         | 1r   | Govern      | Costas Simitis      |
| 2004      | 3,003,988        | 40.55%           | 117 / 300 | 41        | 2n   | Oposició    | George Papandreou   |
| 2007      | 2,727,279        | 38.10%           | 102 / 300 | 15        | 2n   | Oposició    | George Papandreou   |
| 2009      | 3,012,373        | 43.92%           | 160 / 300 | 58        | 1r   | Govern      | George Papandreou   |
| 2012 (I)  | 833,452          | 13.18%           | 41 / 300  | 119       | 3r   | Anticipades | Evangelos Venizelos |
| 2012 (II) | 756,024          | 12.28%           | 33 / 300  | 8         | 3r   | Coalició    | Evangelos Venizelos |
| 2015 (I)  | 289,469          | 4.68%            | 13 / 300  | 20        | 7è   | Oposició    | Evangelos Venizelos |
| 2015 (II) | Dins DISY        | Dins DISY        | 16 / 300  | 3         | 4t   | Oposició    | Fofi Gennimata      |
| 2019      | Dins KINAL       | Dins KINAL       | 19 / 300  | 3         | 3r   | Oposició    | Fofi Gennimata      |
| 2023 (I)  | Dins PASOK-KINAL | Dins PASOK-KINAL | 40 / 300  | 21        | 3r   | Anticipades | Nikos Androulakis   |
| 2023 (II) | Dins PASOK-KINAL | Dins PASOK-KINAL | 31 / 300  | 9         | 3r   | Oposició    | Nikos Androulakis   |

### Eleccions europees
| Parlament Europeu | Parlament Europeu | Parlament Europeu | Parlament Europeu | Parlament Europeu | Parlament Europeu | Parlament Europeu   |
| Any               | Vots              | %                 | Escons            | +/−               | Pos.              | Líder               |
| ----------------- | ----------------- | ----------------- | ----------------- | ----------------- | ----------------- | ------------------- |
| 1981              | 2,278,030         | 40.1%             | 10 / 24           | 10                | 1r                | Andreas Papandreou  |
| 1984              | 2,476,491         | 41.6%             | 10 / 24           | =                 | 1r                | Andreas Papandreou  |
| 1989              | 2,352,271         | 35.9%             | 9 / 24            | 1                 | 2n                | Andreas Papandreou  |
| 1994              | 2,458,619         | 37.6%             | 10 / 25           | 1                 | 1r                | Andreas Papandreou  |
| 1999              | 2,115,844         | 32.9%             | 9 / 25            | 1                 | 2n                | Costas Simitis      |
| 2004              | 2,083,327         | 34.0%             | 8 / 24            | 1                 | 2n                | George Papandreou   |
| 2009              | 1,878,859         | 36.6%             | 8 / 22            | =                 | 1r                | George Papandreou   |
| 2014              | Dins l'Olivera    | Dins l'Olivera    | 2 / 21            | 6                 | 4t                | Evangelos Venizelos |
| 2019              | Dins KINAL        | Dins KINAL        | 2 / 21            | =                 | 3r                | Fofi Gennimata      |

### Referèndums
| Any  | Qüestió                                     | Posició      | Vots      | %           | Resultat |
| ---- | ------------------------------------------- | ------------ | --------- | ----------- | -------- |
| 2015 | Acceptació de l'acord econòmic de la Troika | Suport al SI | 2,245,537 | 38,69 / 100 | Derrota  |

## Líders
| # | # | Líder               | Imatge | Mandat                 | Mandat                | Primer Ministre     |
| - | - | ------------------- | ------ | ---------------------- | --------------------- | ------------------- |
|   | 1 | Andreas Papandreou  |        | 3 de setembre de 1974  | 23 de juny de 1996†   | 1981–1989 1993–1996 |
|   | 2 | Costas Simitis      |        | 30 de juny de 1996     | 8 de febrer de 2004   | 1996–2004           |
|   | 3 | George Papandreou   |        | 8 de febrer de 2004    | 18 de març de 2012    | 2009–2011           |
|   | 4 | Evangelos Venizelos |        | 18 de març de 2012     | 14 de juny de 2015    | —                   |
|   | 5 | Fofi Gennimata      |        | 14 de juny de 2015     | 25 d'octubre de 2021† | —                   |
|   | 6 | Nikos Androulakis   |        | 12 de desembre de 2021 | Titular               | —                   |